# Ataç İmamoğlu

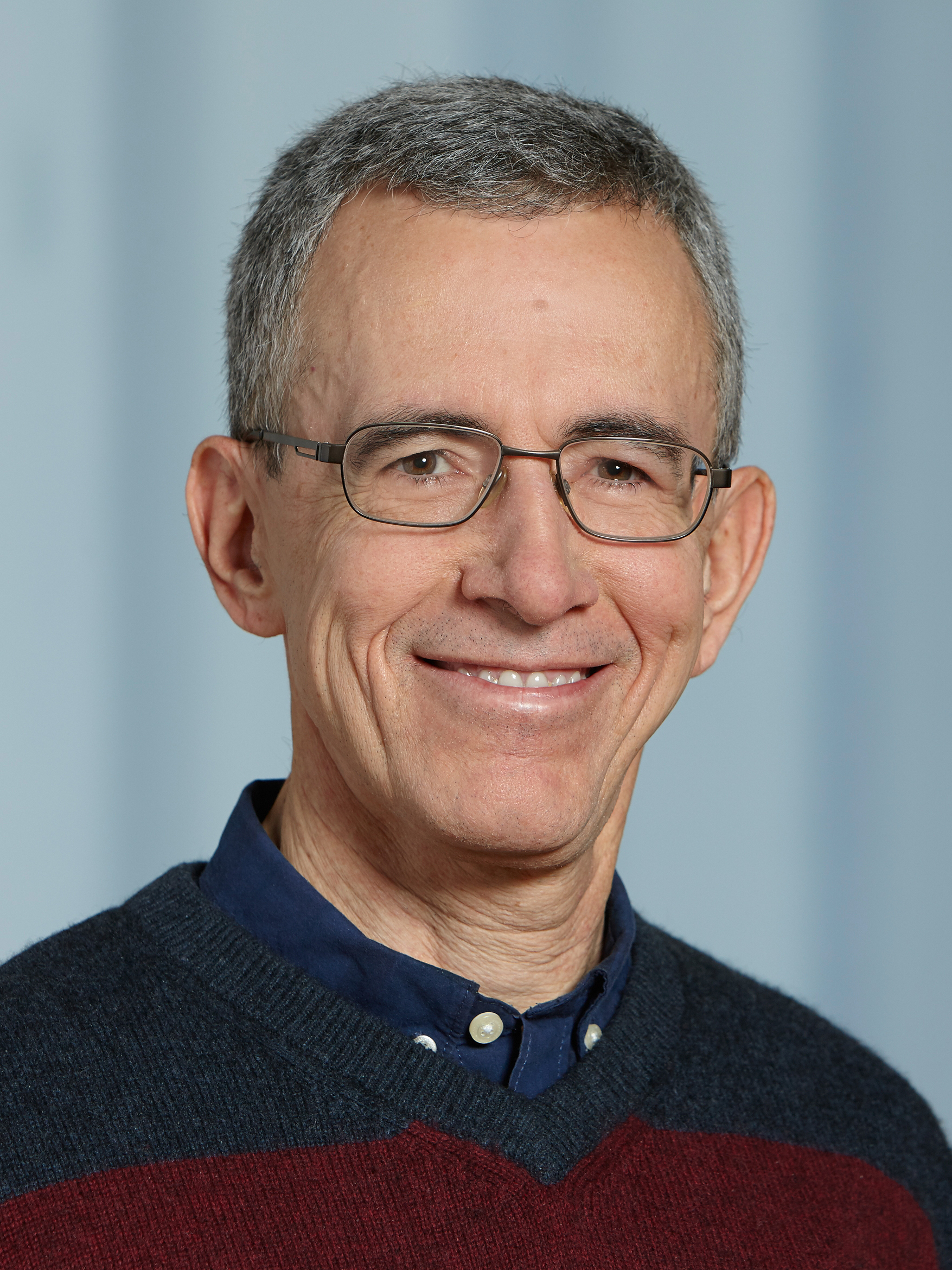
Ataç İmamoğlu (2018)

Ataç İmamoğlu (Atac Imamiglu; * 12. August 1964 in Minneapolis, Minnesota) ist ein türkisch-schweizerischer Physiker, der sich mit Quantenoptik, Halbleiter-Physik und Nichtlinearer Optik befasst.

## Biografie
İmamoğlu studierte Elektrotechnik an der Ortadoğu Teknik Üniversitesi in Ankara mit dem Bachelor-Abschluss 1985. Er machte 1987 seinen Master-Abschluss an der Stanford University, wo er 1991 bei Stephen E. Harris mit einer Arbeit über elektromagnetisch induzierte Transparenz (EIT) und Laser ohne Inversion promovierte. Er gehörte zu den Mitautoren der Veröffentlichung, in der EIT 1990 eingeführt wurde. Als Post-Doktorand war er an den Forschungslaboratorien von NTT in Tokio und an der Harvard University. 1993 wurde er Assistant Professor, 1997 Associate Professor und 1999 Professor an der University of California, Santa Barbara. Seit 2002 ist er Professor an der ETH Zürich. Er ist dort stellvertretender Leiter des Instituts für Quantenelektronik und leitet die Gruppe für Quantenfotonik.
Er befasste sich ab den 1990er Jahren mit quantenoptischen Phänomenen in Festkörpern, wie bei Quantenpunkten (quantum dots) und Defekten, wobei er insbesondere die Unterschiede zu analogen atomaren Systemen untersuchte und ein Pionier in der Quantenoptik von Quantenpunkten war. Seine Gruppe demonstrierte die erste Einzelphotonenquelle mit Quantenpunkten, die Verwendung von Photonenkorrelationsspektroskopie zur Untersuchung von Quantenpunkten und den Purcell-Effekt an Quantenpunkten. Aktuell forschen er und seine Gruppe auf den Gebieten Quantenkontrolle von einzelnen Spins und von mesoskopischen Spinsystemen, der experimentellen Realisierung starker Kopplung zwischen einzelnen Photonen und der quantenoptischen Untersuchung von Quanten-Vielteilchenphysik. Er schlug als Erster Bose-Einstein-Kondensate von Polaritonen vor, was unter anderem Anwendung im Polariton-Laser fand.

## Preise und Auszeichnungen
- 2023: Korrespondierendes Mitglied der Österreichischen Akademie der Wissenschaften[5]
- seit 2012 Mitglied der Academia Europaea[6]
- seit 2011 Mitglied der neugegründeten Wissenschaftsakademie der Türkei (Bilim Akademisi)
- 2010 Charles Hard Townes Award
- 2009 Quantum Electronics Award des IEEE
- 2001 TÜBİTAK-Preis in Physik
- seit 2002 Fellow der American Physical Society,
- seit 2001 Fellow der Optical Society of America
- seit 2001 Mitglied der Akademie der Wissenschaften der Türkei (Austritt 3. November 2011)
- 2001 Wolfgang-Paul-Preis der Humboldt-Stiftung
- 1996 David and Lucile Packard Foundation Fellowship
- 1995 Career Award der National Science Foundation

## Schriften
- mit Yoshihisa Yamamoto: Mesoscopic Quantum Optics. Wiley 1999.